# Strangerland
Strangerland (v anglickém originále Strangerland) je australsko-irský dramatický film z roku 2015. Režisérem filmu je Kim Farrant. Hlavní role ve filmu ztvárnili Nicole Kidman, Joseph Fiennes, Hugo Weaving, Maddison Brown a Lisa Flanagan.

## Obsazení
| Nicole Kidman      | Catherine Parker |
| Joseph Fiennes     | Matthew Parker   |
| Hugo Weaving       | David Rae        |
| Maddison Brown     | Lily Parker      |
| Lisa Flanagan      | Coreen           |
| Meyne Wyatt        | Burtie           |
| Nicholas Hamilton  | Tommy Tom Parker |
| Martin Dingle Wall | Neil McPherson   |